# Trichosirius
Trichosirius là một chi ốc biển nhỏ trong họ Capulidae.

## Các loài
Các loài trong chi Trichosirius:
- Trichosirius cavatocarinatus (Laws, 1940)
- Trichosirius inornatus (Hutton, 1873)
- Trichosirius octocarinatus (Powell, 1931)